# أندريه كورنان
أندره فريديريك كورنان (بالفرنسية: André Frédéric Cournand)‏ ـ (24 سبتمبر 1895 ـ 19 فبراير 1988)؛ طبيب وعالم وظائف أعضاء أمريكي من أصول فرنسية، اقتسم جائزة نوبل في الطب لعام 1956 مع الألماني وارنر فورسمان والأمريكي ديكنسون ريتشارد لقيامهم بتطوير قسطرة القلب.
ولد كورنان في باريس، ثم هاجر إلى الولايات المتحدة سنة 1930، وحصل على الجنسية الأمريكية سنة 1941. قضى معظم حياته الأكاديمية أستاذاً بكلية الأطباء والجراحين بجامعة كولومبيا وعمل أيضاً بمستشفى بيلفو في مدينة نيويورك.
حظيت أبحاثه بتقدير عالمي واسع، وحصل على عدة جوائز من بينها ميدالية أندرس ريتزيوس الفضية من الجمعية السويدية للطب الباطني (1946) وجائزة لاسكر من الجمعية الأمريكية للصحة العامة (1949) وجائزة جون فيليبس التذكارية من كلية الأطباء الأمريكية (1952) والميدالية الذهبية من الأكاديمية الملكية الطبية ببلجيكا ومن الأكاديمية الوطنية للطب بباريس (1956). حصل على الدكتوراه الفخرية من جامعات ستراسبورغ (1957) وليون (1958) وبروكسل (1959) وبيزا (1961) ودكتوراه العلوم من جامعة بيرمنغهام (1961).

## روابط خارجية
- أندريه كورنان على موقع الموسوعة البريطانية (الإنجليزية)
- أندريه كورنان على موقع مونزينجر (الألمانية)
- أندريه كورنان على موقع إن إن دي بي (الإنجليزية)